# 流し打ち
流し打ち（ながしうち、英: Opposite field hitting または ）は、野球におけるバッティングの方法。打者が利き腕の方向（右利きならライト方向、左利きならレフト方向）に打つ打法である。また、右打者の場合、センターよりレフト側（左側）を、左打者の場合はセンターよりライト側（右側）を狙って打つ打ち方を引っ張り打法（英: Pull hitting）と呼ぶが、流し打ちはこの逆の方向に打つことを言う。
物理学的に引っ張って打った方が打球が強くなるが、流し打ちではボールをより打者側に呼び込んでボールを長い時間見て打てるため、変化球などに対応しやすくなるなどの利点がある。また、塁上の走者を三塁に進めるためや、ヒットエンドランなどの作戦から右打者が故意に打球を（三塁から距離の遠い）ライト方向を狙う際にも使われる。また、そのように右打者がライト方向へ打球を狙い打つことを右打ち（ライトヒッティング）と呼ぶ。
後ろ足に体重を残したままボールを引きつけて打つことをおっつけと呼び、長打力を若干犠牲にしつつも外角球を流し打つための基本技術とされている。振り遅れてたまたま逆方向に打球が飛んだ場合や、振り切るスイングでしっかりとインパクトした逆方向への打法は「おっつけ」とは呼ばれない。
流し打ちの割合が高い打者は、メジャーでは、ジョー・マウアー、デレク・ジーター、イチロー、トッド・ヘルトン、ジョーイ・ボット、マニー・ラミレス、マイク・トラウト、ミゲル・カブレラなどが挙げられる。